# 毛宿苞豆
毛宿苞豆（学名：Shuteria involucrata var. villosa）为豆科宿苞豆属下的一个变种。

## 扩展阅读
- 維基物種上的相關：毛宿苞豆